# Sjögrens syndrom
Sjögrens syndrom (SS) är en kronisk autoimmun sjukdom, som kännetecknas av minskad sekretproduktion från kroppens exokrina körtlar. Detta resulterar framförallt i att kroppens produktion av tårar och saliv upphör alltmer. Förutom ögon och mun kan även andra ställen i kroppen förlora sin smörjning. Inte sällan märks problem även i näsa, hals, luftvägar och lungor, matsmältningsorgan och könsorgan. Karaktäristiskt är en extrem trötthet. Sjögrens syndrom är den vanligaste (2 procent) av de olika reumatiska systemsjukdomarna där bland andra systemisk lupus erythematosus (SLE), myositer, vaskuliter och sklerodermi ingår.
I 90 procent av de diagnostiserade fallen är de drabbade, av okänd anledning, kvinnor. I teorin kan man få sjukdomen under hela livet, men i praktiken debuterar den vanligtvis mellan 35 och 55 års ålder. Sjögrens syndrom debuterar i de flesta fall långsamt.
Man skiljer på två olika grupper av sjukdomen: Sjögrens syndrom kan uppträda som en separat sjukdom och kallas då primärt Sjögrens syndrom. Om Sjögrens syndrom uppträder hos patienter som redan har en utvecklad och karaktäriserad sjukdom (till exempel kronisk ledgångsreumatism (RA) eller SLE), kallas det sekundärt Sjögrens syndrom. Primärt Sjögrens syndrom är vanligare än sekundärt Sjögrens syndrom. Det finns olika läkemedel som lindrar symtomen.  Fysisk aktivitet i form av aerob träning kan mildra besvären.
Sjukdomen har fått sitt namn efter professor Henrik Sjögren.